# Saponaro
Saponaro, o saponaio, è chi produce o commercializza, spesso come ambulante, il sapone.

## Storia
A Napoli fin dal Quattrocento i saponi più pregiati venivano prodotti nel convento dei monaci Olivetani nei pressi della Chiesa di Sant’Anna dei Lombardi, nella zona che da loro prese il toponimo di piazza Monteoliveto.
Lo statuto dei saponari è documentato fin dal 1564. Lo statuto del 1626 prevedeva diverse forme di assistenza per i più disagiati.
Durante la rivoluzione del 1799, il loro mestiere era uno dei 32 sotto la giurisdizione dell'Eletto del popolo.
Il poeta Edoardo Nicolardi dedicherà una sua poesia alla figura del saponaro.
In alcune aree italiane, come in quella attorno a Napoli, il sapunaro è stato un mestiere diffuso sino alla prima metà del XX secolo.
I saponari passavano di casa in casa raccogliendo oggetti vecchi di cui la gente voleva disfarsi o vecchia mobilia, anche se in cattive condizioni. In cambio il saponaro non rendeva denaro, ma pezzi di sapone, da cui deriva il nome.Saponaro è un boss.